# Chełm (Olkusz)
Chełm (pronunciación en polaco: /xɛwm/ ) es una aldea en el distrito administrativo de Gmina Wolbrom, dentro del condado de Olkusz, Voivodato de Pequeña Polonia, en el sur de Polonia. Se encuentra aproximadamente a 5 kilómetros (3 mi) sur de Wolbrom, 16 kilómetros (10 mi) al noreste de Olkusz, y 36 kilómetros (22 mi) al norte de la capital regional, Cracovia.
La aldea tiene una población de 892 habitantes. 